# マルケルス2世 (ローマ教皇)
マルケルス2世（Marcellus II, 1501年5月6日 - 1555年5月1日）は、対抗宗教改革期のローマ教皇（在位：1555年4月9日 - 5月1日）。本名はマルチェッロ・チェルヴィーニ（Marcello Cervini）。本名をそのまま教皇名とした最後の教皇である。
モンテファーノ生まれ。シエナ大学、ローマ・ラ・サピエンツァ大学で学び学者になり、1539年に教皇パウルス3世により枢機卿にされる。翌1540年にレッジョ・エミリア司教、1544年にはグッビオ司教に任命、翌1545年に開会されたトリエント公会議の共同議長にも任命された（他にジャン・マリア・デルモンテ（後のユリウス3世）、レジナルド・ポール）。1548年にはバチカン図書館館長に就任した。
1555年4月9日に対抗宗教改革への期待を背負い、教皇ユリウス3世の後継者として教皇に選ばれた。しかし、すでにコンクラーヴェの疲れで体調を崩しており、教皇着座式で健康状態がさらに悪化。選出から僅か21日目にして急逝した。作曲家ジョヴァンニ・ダ・パレストリーナの「教皇マルチェルスのミサ曲」は、伝統的にこの教皇のために作られたものとされてきた。